# Новые Жадьки
Но́вые Жа́дьки (укр. Нові Жадьки, до 2016 г. — Карла Маркса) — село на Украине, основано в 1626 году, находится в Черняховском районе Житомирской области.
Код КОАТУУ — 1825683602. Население по переписи 2001 года составляет 102 человека. Почтовый индекс — 12311. Телефонный код — 4134. Занимает площадь 0,684 км².